# Одинель II де Умфравиль
Одинель II де Умфравиль (англ. Odinel de Umfraville; умер в 1182) — английский аристократ, феодальный барон Прадо, сын Одинеля I де Умфравиля. Он воспитывался при дворе шотландского принца Генриха Хантингдонского. Однако когда шотландский король Вильгельм I Лев (сын Генриха) начал в 1173 году вторжение в Северную Англию, Одинель отказался поддержать его, чем привёл короля в ярость. В отместку шотландцы в этом и следующем годах пытались захватить принадлежавший тому замок Прадо. Осада успехом не увенчалась, хотя владения Умфравилей и были сильно разорены. Более того, в 1174 году успевший покинуть замок до прихода шотландцев Одинель отправился за подмогой, в результате чего 13 июля в битве при Алнике английская армия разбила шотландцев, а сам король попал в плен. Позже Одинель, которого в «Чудесах Святого Освина» называют «самым могущественным из властителей Нортумберленда», перестроил замок Прадо.

## Происхождение
Документально не установлено, когда представители рода появились в Англии. В настоящее время считается наиболее вероятным, что Умфравили происходят из нормандского поселения Офранвиль, расположенного недалеко от Дьеппа. Первым достоверно известным представителем рода был Роберт I де Умфравиль, получивший от английского короля Генриха I владения в Нортумберленде и Йоркшире. Главной резиденцией Умфравилей стал замок Прадо, располагавшийся к югу от реки Тайн, который позволял контролировать дорогу из Карлайла в Ньюкасл. Кроме того, вероятно, что именно Роберт I де Умфравиль получил в Шотландии владения в Киннэрде и Данипасе (Стерлингшир), которыми позже распоряжались его потомки.
Роберт от брака с неизвестной оставил двух сыновей: Одинеля I, унаследовавшего английские владения, и, вероятно, Гилберта I, основные интересы которого лежали в Шотландии. Около 1157 году Генрих II, который стремился обезопасить Нортумберленд от шотландцев, предоставил Одинелю земли с условием, что тот там построит замок. Строительство деревянного замка типа мотт и бейли, получившего название Харботтл, началось около 1160 года.
Единственным достоверно известным сыном Одинеля I был Одинель II. Имя матери последнего не установлено.

## Биография

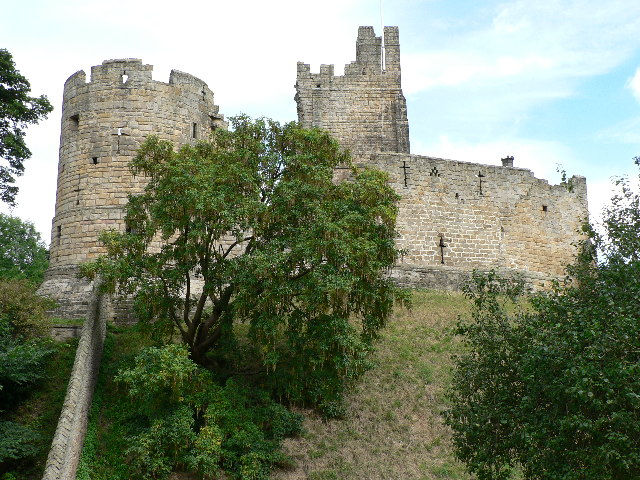
Замок Прадо — главная крепость Одинеля

Одинель I последний раз упоминается в 1166 году; вероятно, вскоре после этого ему наследовал сын, Одинель II.
По сообщению хрониста Джордана Фантосма, Одинель II воспитывался в семье шотландского принца Генриха, сына короля Давида I. Он какое-то время поддерживал трансграничную политику своей семьи и был свидетелем ряда хартий шотландского короля Вильгельма I Льва. Фантосм сообщает, что, планируя в 1173 году вторжение в Северную Англию, Вильгельм ожидал, что Одинель присоединится к нему, и был в такой ярости, когда этого не произошло, что решил захватить замки Одинеля, желая «полностью разрушить его счастье».
Когда началось шотландское вторжение, армия Вильгельма I осадила замок Прадо, главное укрепление Умфравилей. Однако, несмотря на ожесточённую атаку, захватить его шотландцам не удалось. В следующем году при новом вторжении шотландская армия захватила замок Харботтл, но Прадо вновь устоял. Сам Одинель, узнав о приближении шотландцев, поскакал в Йорк, где сообщил шерифу Йоркшира Роберту де Стутвилю об угрозе. Роберт немедленно собрал ополчение и двинулся к Прадо. Узнав о приближающейся армии, шотландский король снял осаду и отступил на север. Решив, что он достаточно оторвался от англичан, он осадил замок Алник, гарнизон которого был незначителен, отправив большую часть своих людей разорять окрестности. Вероятно, это было в начале июля.
Утром 13 июля йоркширское войско, которое собрал Одинель де Умфравиль, решило выступить из Прадо, куда они подошли уже после отступления шотландской армии. Несмотря на то, что у них было всего 400 всадников, а у Вильгельма, по слухам, более 800 бойцов, они двинулись в погоню. До вечера они преодолели 24 мили, и тут опустился туман. Но они продолжили путь и неожиданно увидели Алник, под стенами которого шотландский король и около 60 рыцарей устроили турнир, не подозревая о находившемся неподалёку противнике. Воспользовавшись внезапностью, англичане напали на шотландцев. Вильгельм появившихся всадников сначала принял за своих; только когда они развернули знамёна, шотландцы осознали, кто перед ними. После краткой схватки у Вильгельма убили коня, который, упав, придавил его, после чего король сдался в плен Ранульфу де Гленвилю. Пленного короля отправили в Ричмонд, шотландцы, узнавшие о случившемся, также отправились за Твид. Позже Вильгельма I Льва переправили в Фалез в Нормандии.
Ущерб, который был нанесён шотландскими вторжениями владениям Одинеля, был настолько велик, что ему пришлось заплатить 20 фунтов, чтобы впоследствии появилась возможность разместить в Прадо гарнизон.
В 1177 году Одинель присутствовал в Лондоне, когда английский король Генрих II проводил арбитраж между королями Кастилии и Наварры. Однако по сути он оставался магнатом Севера. В «Чудесах Святого Освина» Одинель назван «самым могущественным из властителей Нортумберленда». Там указывается, что для строительства крыши своего замка он реквизировал крестьян из Тайнмутского аббатства. Вероятно, что это сообщение относится к периоду после шотландского вторжения 1174 года, когда Одинель начал строительство нового замка Прадо.
Одинель был женат на Элис, дочери юстициария Англии Ричарда де Люси. Этот брак принёс ему поместье Торни Грин в Саффолке. К моменту смерти его поместья в Нортумберленде приносили ежегодный доход в 60 фунтов. Также у него были поместья в Йоркшире, Саффолке и Ратленде, которые, возможно, приносили в сумме такой же доход.
Одинель известен как благотворитель монастырей Хэксем и Ньюминстер.
Одинель умер в 1182 году. Ему наследовал старший сын Роберт II де Умфравиль.

## Брак и дети
Жена: Элис (Алиса) де Люси, дочь Ричарда де Люси, юстициария Англии. В этом браке родилось 4 или 5 сыновей и минимум 3 дочери, браки которых значительно укрепили положение Умфравилей. Среди них известны:
- Роберт II де Умфравиль (умер в 1195), феодальный барон Прадо с 1182 года[2].
- Ричард де Умфравиль (умер в 1226), феодальный барон Прадо с 1195 года[2][4].